# Karl Bartunek
Karl Bartunek (* 7. September 1906 in Prag; † 7. Februar 1984 in Karlsruhe) war ein deutscher Verwaltungsbeamter und Politiker (GB/BHE).

## Leben und Beruf
Bartunek wurde als Sohn eines Oberregierungsrates geboren. Nach dem Volksschulabschluss und dem Besuch des Humanistischen Gymnasiums in Prag nahm er ein Studium der Chemie an der Deutschen Technischen Hochschule Prag auf, das er 1931 mit der Prüfung als Diplom-Ingenieur beendete. Danach leistete er Wehrdienst bei der Armee der Tschechoslowakei. Er war von 1933 bis 1937 als wissenschaftlicher Assistent tätig, promovierte 1936 zum Dr.-Ing. und trat anschließend in den tschechoslowakischen Staatsdienst ein. Zunächst war er beim staatlichen Punzierungsamt in Prag, dann beim Punzierungsamt in Mährisch-Trübau tätig. Am 15. April 1940 beantragte er die Aufnahme in die NSDAP und wurde zum 1. Oktober desselben Jahres aufgenommen (Mitgliedsnummer 8.086.296).
Bartunek nahm als Soldat am Zweiten Weltkrieg teil und geriet zuletzt in Kriegsgefangenschaft. Nach seiner Entlassung wurde er im Juni 1946 mit seiner Familie ausgewiesen. Zunächst  in Eutingen ansässig, zog er 1948 nach Karlsruhe. Er trat 1946 als Regierungsrat in den badischen Landesdienst ein und war später als Oberregierungsrat beim Gewerbeaufsichtsamt Karlsruhe tätig, dessen Leitung er von 1961 bis zu seiner Pensionierung 1970 übernahm.
Neben seiner beruflichen Tätigkeit beteiligte sich Bartunek an der Gründung von Vertriebenenorganisationen. Er war von 1947 bis 1949 Landesvorsitzender der von ihm gegründeten Interessengemeinschaft der ausgesiedelten Deutschen (IDAD). Bartunek setzte sich für einen Zusammenschluss der diversen Vertriebenenverbände ein. Im Oktober 1949 siegte er in einer Kampfabstimmung gegen Linus Kather und wurde Vorsitzender des Zentralverbandes der vertriebenen Deutschen, ZvD. Bereits am Tag seiner Wahl kündigte Bartunek seinen Rückzug von diesem Posten an. Hierzu gab er berufliche Gründe an, jedoch dürften die verbandsinternen Auseinandersetzungen ausschlaggebend gewesen sein. Bartunek konzentrierte seine Arbeit nunmehr auf Nordbaden. Von 1949 bis 1954 war er Landesvorsitzender des Landesverbandes der vertriebenen Deutschen (LvD) in Nordbaden und im Anschluss Vorsitzender des BvD-Bezirksverbandes Nordbaden.
Er war verheiratet mit Rita, geborene Podsednik, und hatte ein Kind.

## Politik
Bartunek gründete 1949 zusammen mit Wilhelm Mattes die Notgemeinschaft der Kriegsgeschädigten und Vertriebenen (NKV) in Württemberg-Baden, aus der 1950 der Landesverband des GB/BHE hervorging. Er war 1952/53 Mitglied der Verfassungsgebenden Landesversammlung und von 1953 bis 1964 Mitglied des Baden-Württembergischen Landtages. Hier war er von 1954 bis 1956 sowie von 1960 bis 1964 Vorsitzender der GB/BHE- bzw. GDP/BHE-Fraktion. Ab 1961 war er durch die Fusion von GB/BHE und Deutscher Partei Mitglied der GDP/BHE in Baden-Württemberg.

## Ehrungen
- 1964: Großes Bundesverdienstkreuz
- 1982: Verdienstmedaille des Landes Baden-Württemberg